# Julio Illescas
Julio Illescas (nascido em 23 de maio de 1962) é um ex-ciclista guatemalense que competiu no ciclismo nos Jogos Olímpicos de Verão de 1988, representando a Guatemala.